# 캡틴 스터비
《캡틴 스터비》(Sgt. Stubby: An American Hero)은 2018년 4월에 개봉한 미국의 애니메이션, 액션, 모험, 역사, 전쟁 영화이다.
 리차드 라니가 감독을 리차드 라니와 마이크 스토키가 각본을 맡았다.
 미국은 2018년 4월 13일에 대한민국은 2018년 11월 1일에 개봉되었다.

## 줄거리
역사상 가장 용감한 댕댕이 히어로 ‘스터비’의 놀라운 영화

1차 세계대전이 한창이던 1917년,

우연히 길에서 만난 병사 ‘콘로이’를 따라 보병 대대에서 살게 된 떠돌이 개 ‘스터비’.

누구보다 용감하고 똘똘한 ‘스터비’는 병사들과 함께 훈련을 받고

‘콘로이’와 특별한 우정을 쌓으며 부대를 대표하는 마스코트로 거듭난다.

어느덧 훈련을 마친 ‘콘로이’가 전장으로 나갈 시간이 다가오고,

‘스터비’도 그를 따라 나서기로 하는데…

과연 ‘콘로이’와 ‘스터비’는 무사히 임무를 마치고 집으로 돌아갈 수 있을까?

## 출연진
- 로건 레먼 - 로버트 콘로이 목소리 역
- 헬레나 본햄 카터 - 마가렛 콘로이 목소리 역
- 제라르 드빠르디유 - 가스통 밥티스트 목소리 역
- 조던 벡 - 엘머 올슨, 가게 주인 목소리 역
- 제이슨 에젤 - 캐스번 역